# سد گوری
سد گوری (به اسپانیایی: Central Hidroeléctrica Simón Bolívar) یک سد وزنی، سد خاکی و نیروگاه برقابی در ونزوئلا است که در ایالت بولیوار واقع شده‌است.